# Johann Seger Ruland
Johann Seger Ruland (* 1683 in Niedererlenbach; † 1745 in Speyer; auch Johann Seeger Ruland) war ein deutscher Kaufmann und Apotheker und vermehrte in Deutschland die Rebsorte Grauburgunder, die nach ihm auch Ruländer genannt wird.

## Leben
Ruland stammte aus der Gegend von Frankfurt am Main. Er verheiratete sich 1705 mit Anna Maria Stegmann, einer Tochter des Speyerer Bürgermeisters Sigmund Heinrich Stegmann.
1709 kaufte er den in der Streichergasse zu Speyer gelegenen, seit Zerstörung der Stadt im Pfälzischen Erbfolgekrieg (1689) verwilderten Garten des Schulrektors und Assessors am Reichskammergericht Johann Heinrich Seuffert (1650–1722). 1711 kelterte er erstmals die Trauben von zwei dort vorgefundenen Stöcken einer ihm unbekannten Rebsorte. Der Wein war so „süß und lieblich“, dass er die Rebstöcke vermehrte und das „hundert zu 8 bis 10 Gulden“ verkaufte. Damit begann die Verbreitung des Grauburgunders (französisch Pinot gris) als Ruländer, auch Speyerer oder Vinum bonum in Deutschland. Über sein Zusammentreffen mit dem Winzer Jakob Weidle, der den Ruländer in seiner Heimat Gerlingen anbauen wollte, hat sich in Speyer eine Volkssage erhalten.
Der Speyerer Maler Johannes Ruland (1744–1830) war sein Enkel, der Lithograf Johann Gerhard Ruland (1785–1854) sein Urenkel.

## Die Sage vom Kaufmann Ruland und des Teufels Winzer
Diese aus Speyer stammende Sage handelt vom Kaufmann Ruland, welcher mit der Vermehrung seiner Ruländer Rebstöcke Geschäfte machte und eines Tages Besuch von Jakob Weidle, einem Winzer aus Gerlingen erhält. Weidle, der sich während der Türkenkriege durch besondere Grausamkeiten den Spitznamen „Der Fuaderer“ verdient hatte und durch einen Handel mit dem Teufel zu einem verwunschenen Singvogel, einem Zilpzalp gelangt war, fordert von Ruland die Herausgabe seines Weinstocks. Als dieser ablehnt, benutzt der Winzer Weidle die Fähigkeiten des Zilpzalps um Ruland sämtliche Trauben des Weinstocks zu rauben um den bis dahin unbekannten Grauburgunder auf seinen eigenen Weinbergen anzubauen und zu Reichtum zu gelangen.

## Ehrung
Seit April 2013 wird er für seine Entdeckung der Weinsorte Ruländer am Deutschen Weintor mit einer Bodenplatte geehrt.